# Біріма Фатма Тіуб
Біріма Фатма Тіуб (д/н —1832) — 26-й дамель (володар) держави Кайор в 1809—1832 роках.

## Життєпис
Походив з династії Фалл. Син Мава Нгоне Фалл та Фатми Тіуб Діоп. Народився в Нгуране (неподалік від Луги). рано втратив матір. Виховувався при дворі дамеля Амарі Нгоне Нделла, разом з названим братом Лацурабе Фарі Дегеном.
Замолоду вступив у конфлікт з синами дамеля, що змусило Біріма Фатма Тіуба перебратися до держави Салум, де він промешкав близько 10 років. тут оженився на представниці правлячої династії.
1809 року після смерті Амарі Нгоне Нделли повернувся на батьківщину, де обирається новим дамелем. В той же час його стриєчний брат Тіє Ясін Ясін Діенг став правителем (теігне) васальної держави Баол. Втім з самого початку дамель мав намір приєднати Баол. Невдовзі його військо виступило проти Ясі Ясіна, але у битві біля Хасарни зазнало поразки.
В подальшому намагався приборкати народ лебу на зеленому мисі, шо повстав ще проти Амарі Нгоне Нделла. Зрозумівши марність зусиль 1812 року уклав з тірно (вождем) лебу Діал Діопом мирну угоду, що яким визнав незалежність лебу.
1816 року почав нову війну з Баолом, розраховуючи на недосвідченість нового теігне Амарі Діора. Після запеклої боротьби переміг останнього, ставши володарем Баола. Невдовзі придушив заколот Лацурабе Фарі Дегена.
В подальшому зміцнив владу над Кайром і Баолом. Водночас сприяв економічному піднесенню держави, насамперед через торгівлю з португальськими і французькими факторіями. Помер 1832 року. Йому спадкував небіж Меїсса Теінде Діор.